# Astragalus mieheorum
Astragalus mieheorum är en ärtväxtart som beskrevs av Dieter Podlech och L.R.Xu. Astragalus mieheorum ingår i släktet vedlar, och familjen ärtväxter. Inga underarter finns listade i Catalogue of Life.